# The Machine
Pour les articles homonymes, voir The Machine (homonymie).
Pour plus de détails, voir Fiche technique et Distribution.
The Machine est un film de science-fiction britannique écrit et réalisé par Caradog W. James, sorti en 2013.
Le film, dont le thème est axé autour de l'intelligence artificielle, a remporté trois récompenses aux BAFTA Cymru et un prix au Festival de Raindance.

## Synopsis
Dans un monde plongé dans la guerre, un chercheur travaille sur la création d'un androïde puissant, autonome et conscient.

## Fiche technique
- Titre original : The Machine
- Réalisation : Caradog W. James
- Scénario : Caradog W. James
- Direction artistique : Erik Rehl
- Décors : Jamie MacWilliam
- Costumes : Chrissie Pegg
- Photographie : Nicolai Brüel
- Montage : Matt Platts-Mills
- Musique : Tom Raybould
- Production : John Giwa-Amu
- Société de production : Red & Black Films
- Société de distribution : Content Media
- Pays d'origine :  Royaume-Uni
- Langue originale : anglais
- Format : couleur - Dolby Digital
- Genre : science-fiction
- Durée : 91 minutes
- Dates de sortie :
  -  États-Unis : 20 avril 2013 (Festival du film de Tribeca)
  -  Royaume-Uni : 21 mars 2014
  -  France : 17 juin 2014 (Blu-ray/DVD)

## Distribution
- Caity Lotz : Ava / The Machine
- Toby Stephens : Vincent McCarthy
- Denis Lawson : Thomson
- Sam Hazeldine : James
- Pooneh Hajimohammadi : Suri
- John Paul MacLeod : Paul Dawson
- Helen Griffin : la mère de Paul Dawson
- Siwan Morris : Lucy
- Nicola Reynolds : Joan
- Jane Croot : Mary

## Distinctions

### Récompenses
- British Academy Film and Television Arts Awards 2013 :
  - Meilleur film pour le producteur John Giwa-Amu
  - Meilleurs costumes pour Chrissie Pegg
  - Meilleure musique de film pour Tom Raybould
- British Independent Film Awards 2013 : Prix Raindance
- Raindance Film Festival 2013 : Meilleur film britannique pour Caradog W. James et John Giwa-Amu
- Toronto After Dark Film Festival 2013 :
  - Meilleure actrice pour Caity Lotz
  - Meilleur film de science-fiction pour Caradog W. James et John Giwa-Amu

### Nominations
- British Independent Film Awards 2013 : Film le plus prometteur (Most Promising Newcomer)
- Festival international du film de Catalogne 2013 : Sélection officielle « Panorama fantastique »